# Dolný Ohaj
Dolný Ohaj (en hongrois : Ohaj) est une commune du district de Nové Zámky, dans la région de Nitra, en Slovaquie.

## Histoire
La première mention écrite du village date de 1236.

## Démographie

### Évolution de la population
| Année:               | 1994. | 2004.   | 2014.   | 2024.   |
| -------------------- | ----- | ------- | ------- | ------- |
| Nombre de personnes: | 1762  | 1639    | 1576    | 1468    |
| Différence:          |       | -6,98 % | -3,84 % | -6,85 % |

| Année:               | 2023. | 2024.   |
| -------------------- | ----- | ------- |
| Nombre de personnes: | 1486  | 1468    |
| Différence:          |       | -1,21 % |